# Fort Chambly

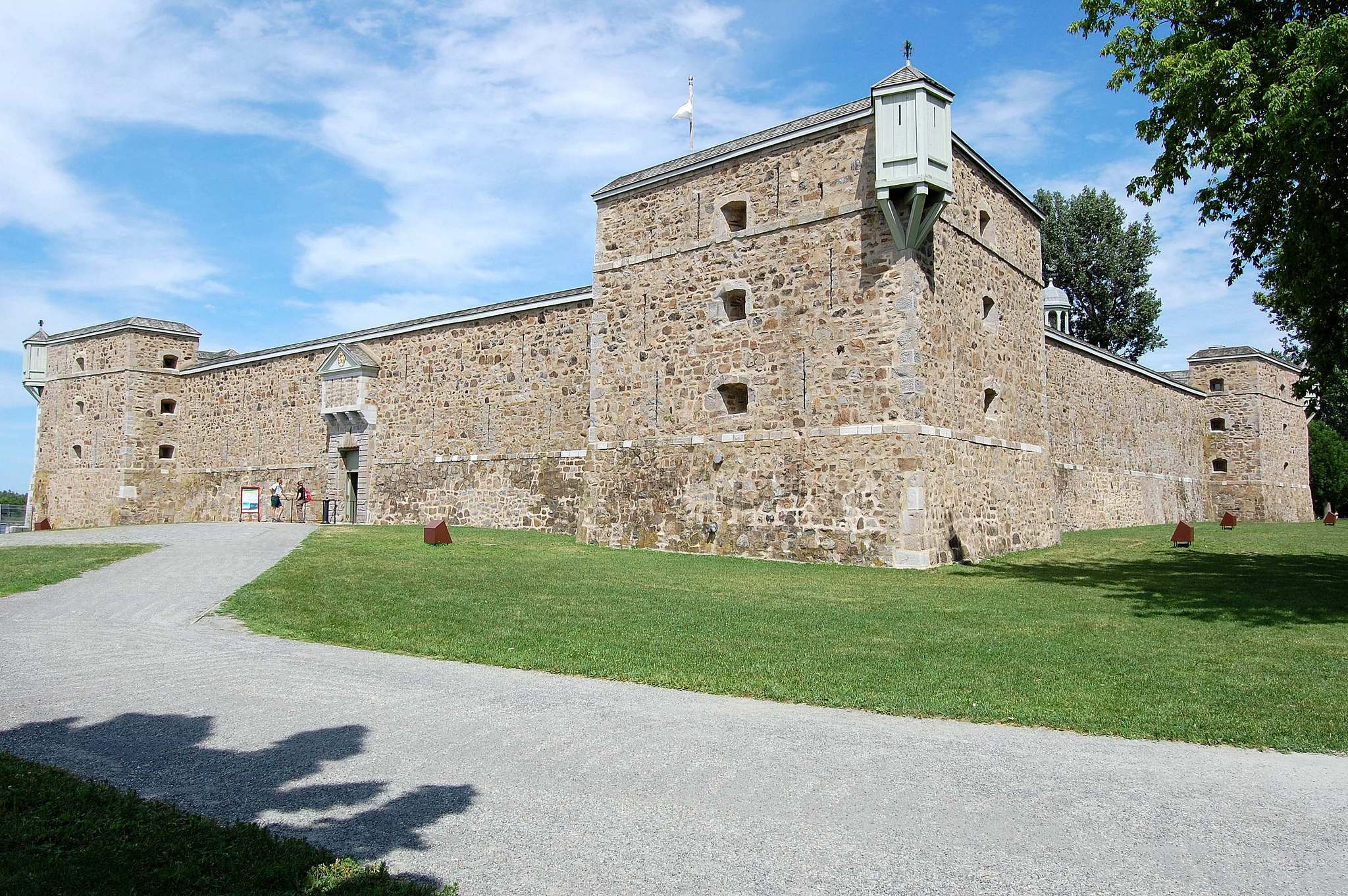
Fotografía del Fuerte Chambly tomada en 2012.

El fuerte Chambly está situado en la orilla izquierda del río Richelieu en Quebec, Canadá. Al pie de los rápidos de Chambly constituye una de las más importantes reliquias de la arquitectura militar europea de los siglos XVII y XVIII, inspirada en los principios de las fortificaciones francesas de Vauban.[cita requerida]
Designado lugar histórico nacional de Canadá en 1920, el fuerte Chambly es hoy un lugar de interpretación que recuerda la historia militar y social del valle de Richelieu entre 1665 y 1760.